# Jorge Afonso

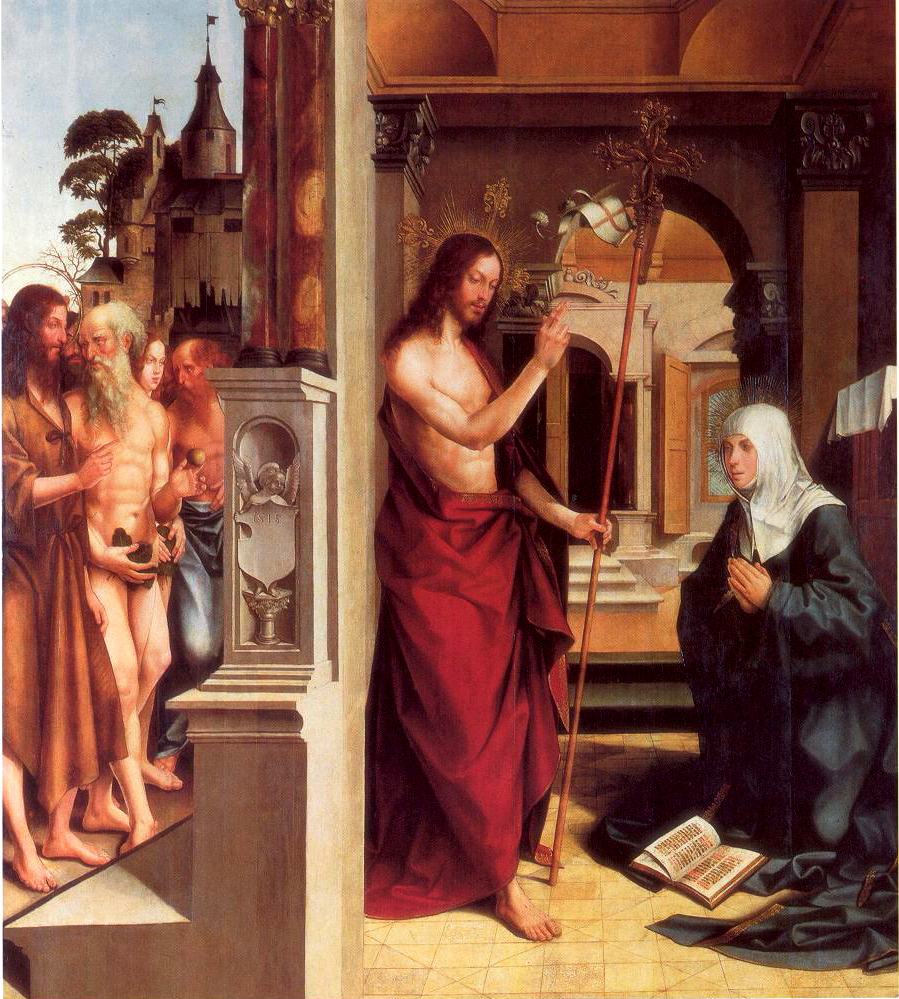
Jesus besucht Maria von Jorge Afonso (ca. 1515), Hauptaltar der Klosterkirche des Convento da Madre de Deus in Lissabon, heute im Museu Nacional de Arte Antiga in Lissabon.

Jorge Afonso (* um 1470; † um 1540) war ein bedeutender portugiesischer Maler.
Jorge Afonso wurde von König Manuel I 1508 und 1529 erneut durch König Johann III zum Hofmaler ernannt. Er arbeitete überwiegend in Lissabon. Hier unterhielt er in der Nähe der Kirche Igreja de São Domingos ein bedeutendes Atelier, wo eine ganze Generation portugiesischer Maler ausgebildet wurde – u. a. Cristovão de Figueiredo, Garcia Fernandes, Gregório Lopes und Jorge Leal. Auch Vasco Fernandes/Grão Vasco arbeitete 1514 bei ihm. Heute finden sich seine Werke z. B. im Nationalmuseum für alte Kunst (Museu Nacional de Arte Antiga), dem bedeutendsten Kunstmuseum Portugals. 
Die wichtigsten Altartafeln, die Jorge Afonso zugeordnet werden, wurden von Königin Eleonore von Portugal, der Witwe von König Johann II und Schwester von König Manuel I, in Auftrag gegeben. Für sie malte Jorge Afonso 1515 die Hauptaltartafel des Klosters Convento da Madre de Deus in Lissabon. Diese prunkvolle Altartafel befindet sich heute im Nationalmuseum für alte Kunst in Lissabon. 
Zwischen 1520 und 1530 malte Afonso 14 Tafelbilder für den Hauptaltar des Klosters Convento de Jesus in Setúbal – erneut im Auftrag von Königin Eleonore von Portugal. Die Tafelbilder sind heute im Museum des Klosters ausgestellt.
Jorge Afonsos Atelier wird auch das Dekor an den Wänden der Klosterkirche des Convento de Cristo von 1530 in Tomar zugeschrieben.